# Isidore Isou
Isidore Isou (* 29. Januar 1925 als Isidor Goldstein in Botoșani in der südlichen Bukowina (Rumänien); † 28. Juli 2007 in Paris) war ein französischer Autor, Künstler und Philosoph. Er begründete Mitte der 1940er Jahre den Lettrismus.

## Leben
Isidore Isou war der Sohn eines Restaurantbesitzers jüdischer Herkunft. Auf eigenen Wunsch verließ Isou das Gymnasium vorzeitig und arbeitete für die zionistische Untergrundzeitschrift Palestine, was unter dem antisemitischen Regime von Ion Antonescu lebensgefährlich war. Etwa zur gleichen Zeit wurde er von der Wehrmacht zur Zwangsarbeit herangezogen. Ende 1944 gründete er zusammen mit Serge Moscovici die Literaturzeitschrift Da, die jedoch bald von der Zensur verboten wurde.
Im August 1945 siedelte er sich in Paris an und rief kurz darauf den Lettrismus aus, eine Literatur- und Kunstrichtung, die auf dem Zeichen basiert.
Isou sorgte, vor allem in den 1940er und 1950er Jahren, für etliche Skandale, so mit seiner pornographischen Schrift Isou ou la Mécanique des femmes (1949), für die er zu neun Monaten Haft auf Bewährung und einer hohen Geldstrafe verurteilt wurde. Das Buch selbst wurde verboten und ist seither nicht wieder aufgelegt worden. Auch seine 1960 veröffentlichte Pornographie Initiation à la haute volupté blieb bis 1977 verboten. Sein Film Traité de bave et d’éternité (etwa: Traktat von Geifer und Ewigkeit) führte 1951 zu einem Aufruhr auf dem Festival von Cannes. Trotz fast einhelliger Proteste der Presse wurde ihm ein von Jean Cocteau und anderen ausgelobter Preis zugesprochen.
Isou und seine Anhänger riefen zu einem „Aufstand der Jugend“ auf und gründeten 1948 ein Komitee, das diesen Aufstand vorantreiben sollte. Ihre politischen Entwürfe wurden von einigen Lettristen um Guy Debord radikalisiert, die sich Mitte der 1950er Jahre von der Bewegung abspalteten und den Situationismus begründeten.
Isou, der seit den 1950er Jahren zurückgezogen lebte, nahm 1987 an der documenta 8 in Kassel teil. 1994 erkrankte er an einer Funktionsstörung des Kleinhirns. In seinen letzten Lebensjahren war er fast völlig gelähmt.

## Werk
Nach seiner eigenen Darstellung kam Isou die Idee für den Lettrismus am 19. März 1942, bei der Lektüre eines Buches von Hermann Keyserling. Noch im selben Jahr entwarf er ein „Lettristisches Manifest“, das die „Zerstörung der Wörter zugunsten der Buchstaben“ propagiert. Die lettristische Autonomie der Buchstaben, Zeichen und Laute führte auf dem Gebiet der Literatur zu Klanggedichten, zu einer „pictoprose“, nämlich einer Verbindung von Schrift und Bild nach Art eines Rebus, zu „hypergraphischen“ Romanen, die verschiedene Schriftsysteme miteinander verschmelzen, und ähnlichen Experimenten. Neben dem Zeichen wird die Stille zum „Arbeitsmaterial“.
Seine poetologischen Prinzipien übertrug er bald auf die Musik, die Bildende Kunst und den Film. Auf all diesen Gebieten werden musikalische, bildliche oder filmische Elemente jeweils von Zeichen ersetzt oder überlagert. Die Zeichen unterschiedlicher Herkunft verlieren dabei ihren alten Sinn und gewinnen einen neuen.
Nach der Auffassung von Isou wechseln sich in allen Künsten eine Stoff ansammelnde und sich erweiternde (amplique) mit einer zersetzenden und selbstzerstörerischen (ciselante) Phase ab. In der Literatur beginne die Zersetzung mit Charles Baudelaire und Stéphane Mallarmé, in der Malerei mit Claude Monet und Paul Cézanne, in der Musik mit Claude Debussy. Der erste Film der „phase ciselante“ ist demnach Isous Traité de bave et d’éternité (etwa: Traktat von Geifer und Ewigkeit; 1951). Er besteht aus teilweise selbstgedrehtem, teilweise aus Abfällen (Found Footage) montiertem Material, in das Zeichen gekratzt worden sind. Die Tonspur, die von den Filmbildern völlig unabhängig ist, bietet einen Text, der auf fiktionale Weise schildert, wie es zu dem Film kam und welche ikonoklastischen Vorstellungen sein Macher mit ihm verbindet.
In den fünfziger Jahren entwickelte Isou imaginäre, verwesliche und vom Betrachter selbst zu erzeugende oder zu vervollständigende Kunstformen und Kunstwerke und nahm so Ideen der Konzeptkunst, des Nouveau Réalisme und von Fluxus vorweg.
In seinem im Original viele tausend Seiten umfassenden Hauptwerk La Créatique ou la Novatique (1941–1976) erläutert er die beiden Grundbegriffe seiner Philosophie: das Schöpferische und das Erneuernde. Dabei bezieht er sich keineswegs allein auf Literatur und Kunst, sondern begreift sich als Universalgelehrter. Alle Wissensgebiete sollen „kladologisch“ (vom griechischen κλάδος, „Zweig“), d. h. nach eigenen Kategorien, geordnet und erneuert werden. Isous sehr zahlreiche Schriften umfassen deshalb auch solche zur Chemie, Linguistik, Medizin, Physik, Psychologie und zur Rechtswissenschaft.

## Schriften (Auswahl)
- Introduction à une nouvelle poésie et à une nouvelle musique, Gallimard, Paris 1947.
- L’Agrégation d’un nom et d’un messie. Roman, Gallimard, Paris 1947.
- Les Journaux des Dieux, Escaliers de Lausanne, Paris 1950.
- „Introduction à une esthétique imaginaire“, Front de la Jeunesse, 7 / 1956.
- Les Champs de Force de la Peinture Lettriste, Avant-Garde, Paris 1964.
- La Créatique ou la Novatique (1941–1976), Éditions Al Dante / Léo Scheer, Paris 2003.